# Campylocythere
Campylocythere is een geslacht van kreeftachtigen uit de klasse van de Ostracoda (mosselkreeftjes).

## Soorten
- Campylocythere gopalai Annapurna & Rama Sarma, 1988
- Campylocythere hartmanni McKenzie & Swain, 1967
- Campylocythere laeva Edwards, 1944 †
- Campylocythere laevissima (Edwards, 1944) Malkin, 1953 †
- Campylocythere perieri (Brady, 1868) Bold, 1966
- Campylocythere striata Bold, 1957 †
- Campylocythere subscrobiculata (Egger, 1858) Witt, 1967 †